# Kvalspelet till världsmästerskapet i fotboll 1974 (Caf)
24 lag deltog i Kvalspelet till världsmästerskapet i fotboll 1974 (CAF) och de spelade om 1 plats till VM-slutspelet.
Kvalet spelades i fyra omgångar. 
- Omgång 1 – De 24 lagen parades ihop och möttes i dubbelmöten, vinnarna gick vidare till omgång 2.
- Omgång 2 – De 12 vinnarna från omgång 1 parades ihop till dubbelmöten och vinnarna gick vidare till omgång 3.
- Omgång 3 – De 6 vinnarna från omgång 2 parades ihop och möttes i dubbelmöten, vinnarna gick vidare till omgång 4.
- Omgång 4 – De 3 vinnarna från omgång 3 möttes alla i dubbelmöten och vinnare av gruppen gick vidare till VM-slutspelet.

 Zaire kvalificerade sig för VM-slutspelet.

## Omgång 1
| Lag 1        | Totalt | Lag 2             | Möte 1 | Möte 2    |
| Marocko      | 2–1    | Senegal           | 0–0    | 2–1       |
| Algeriet     | 2–5    | Guinea            | 1–0    | 1–5       |
| Egypten      | 2–3    | Tunisien          | 2–1    | 0–2       |
| Sierra Leone | 0–3    | Elfenbenskusten   | 0–1    | 0–2       |
| Kenya        | 2–1    | Sudan             | 2–0    | 0–1       |
| Tanzania     | 1–41   | Etiopien          | 1–1    | 0–0 / 0–3 |
| Lesotho      | 1–6    | Zambia            | 0–0    | 1–6       |
| Nigeria      | 3–2    | Kongo-Brazzaville | 2–1    | 1–1       |
| Dahomey      | 1–10   | Ghana             | 0–5    | 1–5       |
| Togo         | 0–4    | Zaire             | 0–0    | 0–4       |
| Mauritius    | w.o.   | Madagaskar        | –      | –         |
| Kamerun      | w.o.   | Gabon             | –      | –         |

1. Bägge matcherna mellan Tanzania och Etiopien slutade oavgjort, 1-1 och 0-0, och en tredje match spelades för att kora en segrare.

## Omgång 2
| Lag 1     | Totalt | Lag 2           | Möte 1 | Möte 2    |
| Guinea    | 1–3    | Marocko         | 1–1    | 0–2       |
| Tunisien  | 2–3    | Elfenbenskusten | 1–1    | 1–2       |
| Mauritius | 3–5    | Kenya           | 1–3    | 2–2       |
| Etiopien  | 2–4    | Zambia          | 0–0    | 2–4       |
| Nigeria   | 0–2    | Ghana           | 0–21   | 0–0       |
| Kamerun   | 1–32   | Zaire           | 0–1    | 1–0 / 0–2 |

1. Den första matchen mellan Nigeria och Ghana avbröts i 85:e minuten på grund av läktarbråk. Fifa tilldömde Ghana segern med 2-0.

2. Bägge matcherna mellan Kamerun och Zaire slutade 1-0 till respektive lag. En tredje match spelades för att kora en segrare.

## Omgång 3
| Lag 1           | Totalt | Lag 2   | Möte 1 | Möte 2 |
| Elfenbenskusten | 2–5    | Marocko | 1–1    | 1–4    |
| Zambia          | 4–2    | Kenya   | 2–0    | 2–2    |
| Ghana           | 2–4    | Zaire   | 1–0    | 1–4    |

## Omgång 4
| Nr | Lag     | S | V | O | F | GM | IM | MS | P  |
| -- | ------- | - | - | - | - | -- | -- | -- | -- |
| 1  | Zaire   | 4 | 4 | 0 | 0 | 9  | 1  | +8 | 12 |
| 2  | Zambia  | 4 | 1 | 0 | 3 | 5  | 6  | −1 | 3  |
| 3  | Marocko | 4 | 1 | 0 | 3 | 2  | 9  | −7 | 3  |

| Hemma \ Borta | Marocko | Zaire | Zambia |
| Marocko       | —       | 0–21  | 2–0    |
| Zaire         | 3–0     | —     | 2–1    |
| Zambia        | 4–0     | 0–2   | —      |

1. Marocko lämnade w.o. i hemmamatchen mot Zaire vilka tilldömdes segern med 2-0.
Zaire gick vidare till VM-slutspelet.